# Otto Finsch
Friedrich Hermann Otto Finsch (født 8. august 1839, død 31. januar 1917) var en tysk etnograf, naturforsker og opdagelsesrejsende.
Finsch blev født i Warmbrunn i Schlesien. Som 19-årig rejste han til Bulgarien hvor han arbejdede som privatlærer og studerede naturfag i fritiden. Han fik publiceret sin første afhandling i Journal für Ornithologie, en afhandling om fuglene i Bulgarien. Han blev assisterende kurator ved Nederlandsk Naturmuseum i Leiden, og i 1864 kurator på museet i Bremen. I 1876 fulgte han zoologen Alfred Brehm på en ekspedition til Turkestan og nordvestlige dele af Kina.
Finsch sagde jobbet op som kurator på museet i 1878 for at fortsætte med at rejse. Sammen med konen Josephine besøgte han Polynesien, New Zealand, Australien og Ny Guinea og vendte ikke tilbage til Tyskland før i 1882. I 1884 tog han igen til Ny Guinea, nu som Bismarcks kejserlige kommissionær. Han forhandlede for at den nordøstlige del af øen skulle blive et tysk protektorat sammen med New Britain og New Ireland. Det fik navnet Kaiser Wilhelms Land og Bismarckarkipelaget. Hovedstaden i kolonien fik navnet Finschhafen til ære for ham. I 1885 var han første europæer til at opdage floden Sepik, og han opkaldte den efter Tysklands kejserinde Augusta af Sachsen-Weimar.
Efter at han kom tilbage til Berlin var Finsch to år rådgiver for Neuguinea-Kompagnie. I 1898 blev han kurator for fuglesamlingen til Rijksmuseum i Leiden, og i 1904 blev han leder for etnografisk afdeling ved museet i Braunschweig, hvor han døde.
Nogle papegøjearter er opkaldt efter ham, inkluderet Blåkappet amazone Amazona finschi og Gråhovedet parakit Psittacula finschii. Finschkrateret på Månen er også opkaldt til hans ære. 